# Pfarrkirche Salzburg-Lehen

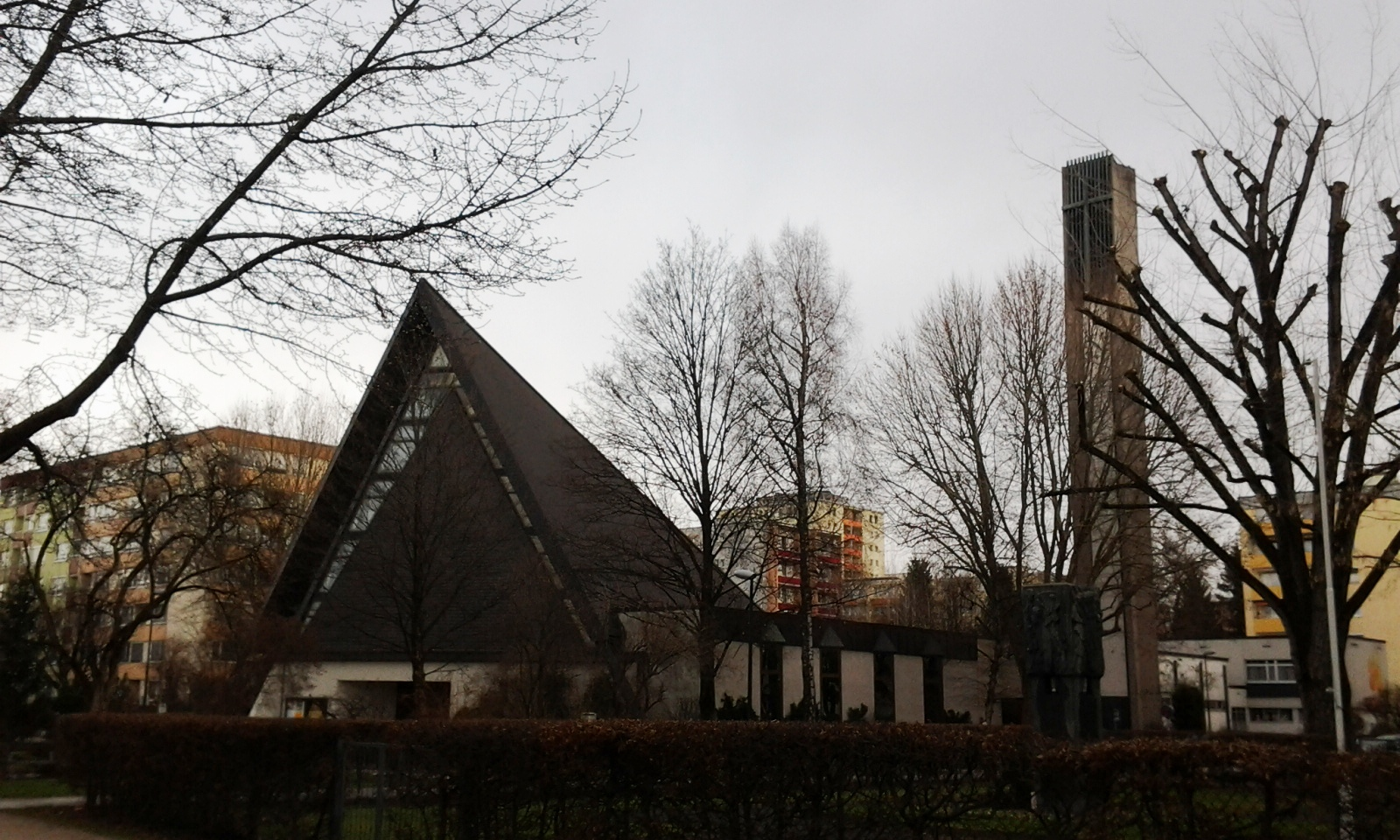
Katholische Pfarrkirche hl. Vinzenz Pallotti in Salzburg-Lehen

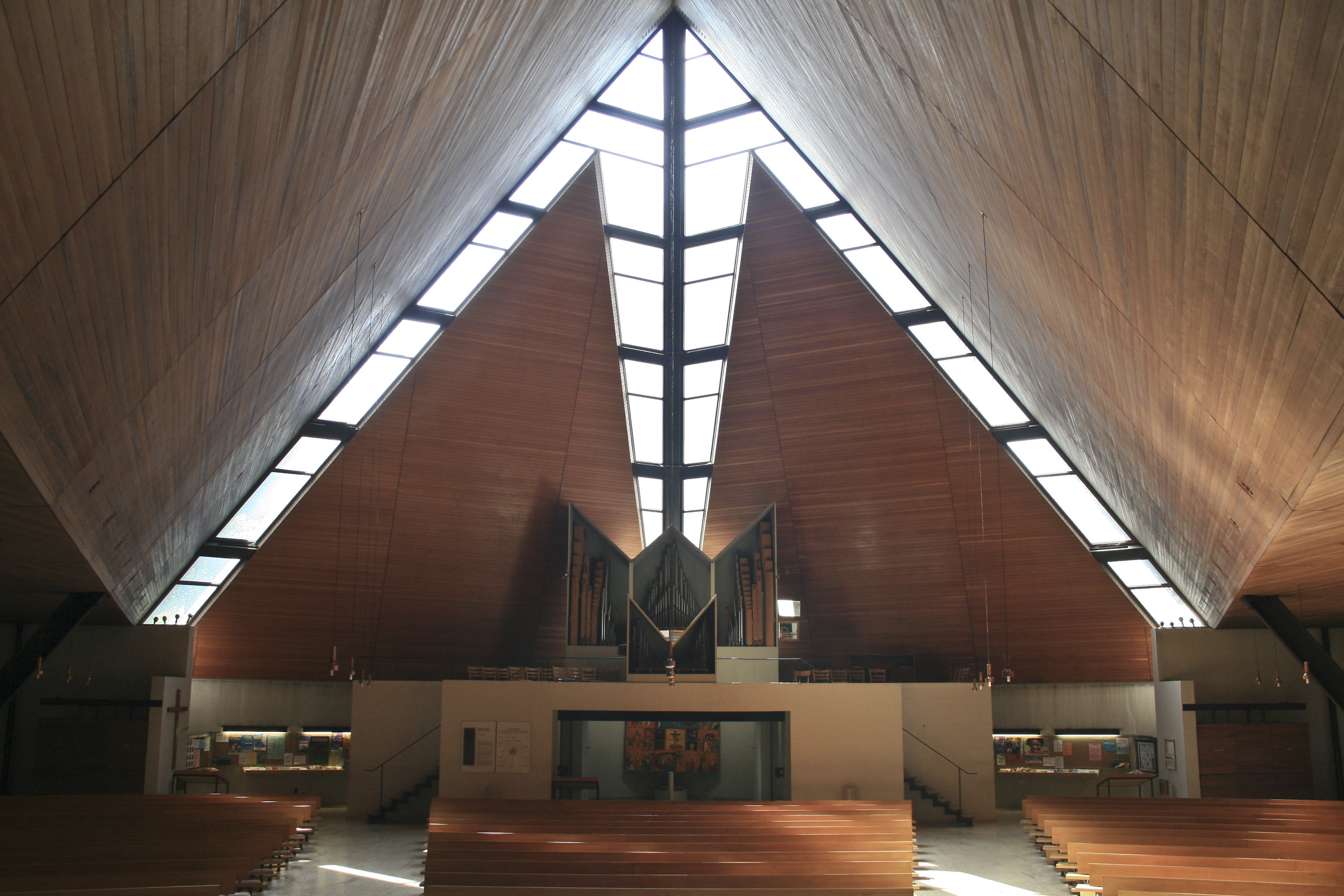
Im Langhaus zur Orgelempore

Die Pfarrkirche Salzburg-Lehen steht am Vinzenz-Pallotti-Platz im Stadtteil Lehen in der Stadtgemeinde Salzburg. Die auf den Heiligen Vinzenz Pallotti geweihte römisch-katholische Pfarrkirche gehört zum Stadtdekanat Salzburg der Erzdiözese Salzburg. Die Kirche steht unter Denkmalschutz (Listeneintrag).

## Geschichte
Die Kirche wurde von 1962 bis 1964 nach den Plänen des Architekten Alfred Brandstätter erbaut und 1965 von Erzbischof Andreas Rohracher geweiht.

## Architektur
Die moderne Kirche ist eine Betonstahlkonstruktion unter einem Zeltdach mit einem freistehenden Glockenturm. Die Glasmalereien schuf der Maler Josef Mikl.

## Ausstattung
Die Bronzearbeiten schuf der Bildhauer Josef Zenzmaier. Die Statue des hl. Josef schuf der Bildhauer Karl Hittmann.